# こども環境管理士
こども環境管理士（こどもかんきょうかんりし）は、日本生態系協会によって与えられる資格で、自然や環境問題の正しい知識を身につけ、豊富な自然体験を乳幼児に与えることのできる人材を評価することを目的とする。

## 概要
乳幼児期には、日常的に自然に触れ合うことが豊かな人間形成のために大切であると考えられる。しかしながら、幼稚園教諭や保育士などの試験では、自然環境や生物に関する知識はあまり問われない。こうした状況を受け、日本生態系協会は資格試験を創設し、2007年に第一回の試験を実施した。
1級と2級にわかれ、それぞれ受験資格や難易度は異なる。2級受験のためには必ずしも保育関連の職業に就いていなくてもよく、保育に関わる保護者も受験することができる。
2級は筆記試験のみ、1級はそれに加え口述試験がある。